# Школа № 48 (Челябинск)
Гимназия № 48 имени Николая Островского — челябинская специализированная средняя общеобразовательная школа (с 1970 года) с углублённым изучением французского языка. Открыта в 1929 году.

## История

### Школа Тракторостроя
Осенью 1929 года, в Детройте, в здании «Юниан Траст Билдинг», где на 14-м этаже разворачивало свою работу проектное бюро «ЧелябинскТракторЛенд», архитектор Андрей Константинович Буров, выпускник московских Высших художественных технических мастерских, создавая проект соцгородка будущего Челябинского тракторного завода, задумал грандиозное по тем временам школьное здание из стекла и бетона в стиле конструктивизма.
2 сентября 1929 года на улице Гурьевской (ныне улица Марченко) в бараке № 17 состоялось её открытие.

Барак № 17

Линейка на открытии школы. 1929 год

Первым директором стал И. К. Роженков.
Летом 1931 года школа стала уже фабрично-заводской семилеткой (ФЗС) № 11. Она была переведена на седьмой участок, где занятия шли в подвале и в нескольких квартирах четырёх подъездов недавно построенного большого жилого дома № 4, по улице Тракторной (ныне улица Ловина).
В 1931-м году вышло постановление ЦК ВКП(б) о создании в стране сети образцовых школ. Они должны были стать центрами педагогического мастерства, где отрабатывались бы эффективные методы обучения и воспитания детей. В Челябинске таких школ планировалось создать две: школа № 1 на улице Красной и школа Тракторостроя.
В 1932-м году уже фабрично-заводская девятилетка переехала в новое, только что построенное здание (сейчас на улице 40 лет Октября). В нём школа размещалась вплоть до начала Великой Отечественной войны. Кабинеты и мастерские оснащались новейшим оборудованием, в них устанавливались токарные, фрезерные, строгальные, шлифовальные, сверлильные станки. Были открыты столярная и слесарная мастерские. Подготовлены актовый зал, кинозал на 500 мест, просторный спортивный зал с тренажерами, лыжами, коньками, мячами, теннисным кортом.

Новый дом школы Тракторостроя

Директором школы стал Виктор Николаевич Шульгин, талантливый педагог, профессор МГУ. Репрессирован в 1933 году.
В 1935 году школу возглавил Гребенюк Семен Лукич. Погиб в 1942 году.

### Средняя школа № 48
В 1936 году школа осуществила свой первый выпуск и получила статус средней школы-десятилетки.
В 1938 год директором школы стал — Владимир Михайлович Черкасов, однако спустя 4 года, в 1942 году он ушел добровольцем на фронт.
По решению суженного состава исполнительного комитета Челябинского городского совета депутатов трудящихся от 30 августа 1941 года, следовало разместить в здании школы завод № 74 и организовать ФЗУ — фабрично-заводское училище (ремесленное училище № 2). Сама школа переехала в новое здание, которое она занимает до сих пор.
Весной 1942 г. по приказу Верховного Главнокомандующего И. В. Сталина в городе Челябинске была сформирована 97-я бригада тяжёлых танков. Личный состав бригады размещался в новом здании школы.
В сентябре 1942 года в школе возобновились занятия.
По решению Совета министров СССР в 1943 году было введено раздельное обучение мальчиков и девочек. Школа получила название «Средняя мужская школа № 48».

#### Послевоенная школа
Послевоенный, педколлектив возглавила директор Вера Николаевна Елисеева.
В 1954 году школы стали снова смешанными.
2 сентября 1955 года школе на 25-летие за успехи в деле обучения и воспитания учащихся решением Городского исполнительного комитета КПСС школе было присвоено имя писателя Николая Островского.
2 февраля 1958 года открылся школьный историко-краеведческий музей.
24 октября 1958 года учителю математики Анне Нестеровне Говорухиной, работавшей в школе 1938 года, присвоено звание «Заслуженный учитель РСФСР». В июле 1961 года ей была предоставлена честь быть делегатом Первого всесоюзного съезда учителей, где она была награждена высшей государственной наградой — орденом Ленина.
29 сентября 1961 года, в день рождения Н. Островского, на деньги, заработанные учащимися, во дворе школы был открыт памятник писателю. Автором памятника был Сергей Савочкин. Позднее, в 1970 году, автор, реставрируя памятник, создал другой портрет героя — в романтическом стиле.

### Видео
- История школы № 48 в фотографиях. www.youtube.com. Дата обращения: 28 февраля 2023.